# SimpliTV
simpliTV ist der Markenname der am 15. April 2013 gestarteten österreichischen DVB-T2-Plattform, die sich anfangs als Ergänzung und langfristig als Ablösung des bisherigen DVB-T-Standard versteht.
Anbieter ist die simpli services GmbH & Co KG, ein Tochterunternehmen der ORS, die zu 60 Prozent im Eigentum des ORF und zu 40 Prozent im Eigentum der zur Raiffeisen-Gruppe zählenden Medicur Sendeanlagen GmbH steht. Es ist eine vergleichbare Plattform wie Boxer in Schweden und Dänemark sowie Digitenne in den Niederlanden. In diesen Ländern sind derartige Plattformen seit vielen Jahren erfolgreich in Betrieb. SimpliTV basiert aber im Vergleich dazu auf dem DVB-T-Nachfolgestandard DVB-T2. Zum Empfang werden DVB-T2-kompatible Geräte vorausgesetzt, für den Empfang der verschlüsselten Programme ein DVB-T2-kompatibles Gerät mit Unterstützung für ein Common-Interface-Modul, für einige HD-Programme jedoch CI+.
Es handelt sich um Irdeto Cardless-Verschlüsselung, das heißt, die Entschlüsselung geschieht ohne Smartcard.
Die ORS-Tochter beabsichtigt, den Marktanteil des Antennenfernsehens, der in Europa bereits bei 50 Prozent liege, in Österreich auf über 10 Prozent zu steigern. Die technische Reichweite der Sendersignale liegt bei 90 Prozent.

## Marktsituation und Geschäftsmodell
Die ORS beabsichtigt, die Attraktivität des terrestrischen Fernsehempfangs durch den Einsatz von DVB-T2 langfristig zu steigern. Seit der Einführung des digitalen Satellitenfernsehens (vor allem der österreichischen Sender um das Jahr 2000) sank der Marktanteil des terrestrischen Fernsehens von 40 Prozent auf nur noch rund 5 Prozent im Jahr 2010. Als Ursachen gelten neben stagnierender Marktanteile des „Primär-TV“ insbesondere die begrenzte Programmanzahl, Frequenzverknappung durch die Digitale Dividende, Kostendruck bei den Programmveranstaltern und die Forderung nach Grundverschlüsselung. Mit der Umstellung des Multiplex B konnte sich der Marktanteil österreichweit bis 2012 auf 6 Prozent konsolidieren, als Ziel gibt die ORS 10 bis 12 Prozent bis etwa 2018 an.
Das Geschäftsmodell der SimpliTV basiert darauf, Sendern wie der RTL Group, der ProSiebenSat.1-Gruppe u. a. verschiedene Möglichkeiten der vom Nutzer kofinanzierten Ausstrahlung zu bieten, deren Kosten bei der Terrestrik bezogen auf die erreichbaren Zuschauer höher sind als bei anderen Empfangswegen. Das Fehlen dieser Möglichkeit hat z. B. in Deutschland zum vorübergehenden Ausstieg der RTL Group aus diesem Verbreitungsweg geführt. SimpliTV bietet den Programmveranstaltern die Möglichkeit eines Transportmodells, wie bisher aber auch die Möglichkeit eines Plattformmodells. Mit dem neuen Standard beabsichtigt die ORS erstmals den Einstieg in terrestrisches HDTV und eine Programmvielfalt, mit der man neben den Terrestrik-Nutzern zusätzlich auch Kabelfernsehkunden einen alternativen Verbreitungsweg anbieten will.

## Programmangebot
Zusammen mit der herkömmlichen DVB-T-Verbreitung (die mit SimpliTV genau genommen nichts zu tun hat) stehen je nach Region 30 bis 40 österreichische und internationale Programme zur Verfügung. Gestartet ist das Produkt mit nur drei UHF-Kanälen (Muxe D, E und F) im DVB-T2-Standard im April 2013.
In den umgestellten Regionen wurde der Multiplex „Mux B“ von SimpliTV übernommen und auf das DVB-T2-Verfahren umgestellt. In diesen Gebieten stehen bis zu 15 Programme in HD-Qualität bereit (je nach Lage). In den noch nicht umgestellten Regionen standen fast ebenso viele Programme zur Verfügung, jedoch weniger hochauflösende Programme. Nahezu alle DVB-T2-Fernsehprogramme (in Standard- und HD-Auflösung) sind verschlüsselt, die Teletexte aller Programme sind aber unkodiert. Die bisherigen DVB-T-Programme in Standardauflösung (SD) sowie das einzige Radioprogramm (Mux F) sind weiterhin unverschlüsselt empfangbar. „Mux A“ wird künftig ebenfalls durch SimpliTV auf DVB-T2 umgestellt. Die regionalisierten „Mux C“-Sendeketten stehen Anfang 2015 noch nicht zur Neuausschreibung bereit.
Weiters werden alle Tonspuren mit Ausnahme des Radioprogramms in Dolby Digital Plus übertragen. Auch die HbbTV-Angebote von Das Erste, ZDF, ProSieben, Sat.1, arte sowie des ORF (in allen Programmen) stehen zur Verfügung.
Das Angebot von SimpliTV beinhaltet nach einer kostenlosen Registrierung oder kostenlosen Aktivierung mit nur wenigen persönlichen Daten alle wichtigen österreichischen Programme (ORF 1, ORF 2 und ServusTV von Beginn an und in HD und seit der Umstellung von Mux B auch noch ORF III, ATV, 3sat und ORF Sport+ (alle in HD) sowie Puls 4 und ATV2). In den lokalen Multiplexen werden auch noch weitere Programme dadurch freigeschaltet. Importgeräte können die DVB-T2-Programme jedoch nur entschlüsseln, wenn das zugehörige Modul unterstützt wird, und zeigen sonst nur ORF 1, ORF 2 und ATV sowie regionale unverschlüsselte Sender wie Ländle TV in Vorarlberg. Für die restlichen ausländischen Programme von simpliTV sowie Puls 4 in HD ist ein kostenpflichtiges Abo (monatliche oder jährliche Zahlweise) erforderlich. Pro Abonnement lassen sich bis zu drei Geräte betreiben.
Seit Herbst 2014 werden in Halbjahresabständen die versorgten Gebiete ausgebaut sowie das Programmangebot vergrößert, indem man den Mux B von DVB-T auf DVB-T2 umstellte. Den Anfang machten Kärnten und Osttirol am 21. Oktober 2014. Die Bundesländer Vorarlberg und Tirol wurden am 5. Mai 2015 umgestellt, die Steiermark und das südliche Burgenland am 20. Oktober 2015. Am 19. April 2016 wurden zudem die Regionen Oberösterreich und Salzburg umgestellt. Wien, Niederösterreich und Burgenland Nord folgten am 27. Oktober 2016. Umgestellte Regionen verlieren zudem auch noch den Privatsender ATV im Mux A als DVB-T, solange der Mux A noch nicht auf DVB-T2 umgestellt ist. Damit reduziert sich das unverschlüsselte Programmangebot vorübergehend auf die Programme ORF 1 und ORF 2 (und ggf. Lokalsender oder Sender aus dem Ausland). In Kärnten und Osttirol wurde am 5. Mai 2015 auf Mux A jedoch auch das Lokalfenster für Tirol in HD und unverschlüsselt hinzugefügt, nicht jedoch das komplette ORF 2-Programm. Ähnlich in der Steiermark und im Südburgenland, dort gibt es auf Mux A zeitweise ORF 2B HD. Gleichzeitig kam in den umgestellten Regionen Sat.1 Gold dazu sowie Puls 4 in HD (zusätzlich zu SD).
Die HD-Programme von Puls 4 HD, RTL, VOX, ProSieben und Sat.1 senden allerdings mit CI+-Restriktionen (je nach Hardware verschiedenste Einschränkungen, mit CI-Receivern gar nicht nutzbar), alle anderen Programme werden nur mit CI entschlüsselt und sind ohne Einschränkungen aufzunehmen und können am PC problemlos nachbearbeitet werden.
Kopfstationen können die Programme mit einem SimpliTV-Professional-Modul zentral entschlüsseln und die österreichischen Programme (mit Ausnahme von Puls 4 HD) unverschlüsselt wahlweise als DVB-T (unter Ausnutzung von für die Terrestrik nicht sinnvoller Parameter) oder DVB-C ins Netz einspeisen. Die entsprechenden Endgeräte müssen aber Dolby Digital Plus beherrschen, da am Datenstrom keine Änderungen vorgenommen werden.
Zuschauer in grenznahen Regionen von Deutschland (vor allem Bayern, aber auch Baden-Württemberg), Tschechien, Slowakei, Slowenien, Ungarn oder in der Schweiz können (Stand Oktober 2015) etappenweise ab 2016/17 keine österreichischen Programme mehr über die Terrestrik und teilweise auch nicht mehr über ihr Kabelnetz sehen, da eine Registrierung oder Aktivierung nur auf eine österreichische Adresse bei SimpliTV möglich ist. Eine Ausnahme ist z. B. Ländle TV in Vorarlberg.
Bis 2019 war die unverschlüsselte Ausstrahlung von ORF 1 und ORF 2 in jeweils niedriger Auflösung (SD) parallel zur verschlüsselten Ausstrahlung per DVB-T2 geplant. Die Grundverschlüsselung sollte alle 2 Jahre von der österreichischen Regulierungsbehörde geprüft werden. Außerdem musste SimpliTV bis dahin mindestens 150.000 registrierte Zuschauer vorweisen können, damit die Verschlüsselung weiterhin genehmigt wird.
In Südtirol und Teilen des Trentins strahlte die Rundfunk-Anstalt Südtirol ORF 1 und ORF 2 jedoch weiterhin unverschlüsselt in HD und SD sowie ORF III in SD aus. Dort wurde jedoch noch bis 2020 DVB-T eingesetzt.
Am 23. Juli 2019 wurde als Spätfolge der Schweizer DVB-T-Abschaltung die Verbreitung der SRF-Programme über SimpliTV eingestellt.

### Senderliste
Die ständig aktuelle, richtige und vollständige Liste kann unter den unten genannten Links eingesehen werden.
- Kostenlos nach Registrierung von SimpliTV-zertifiziertem DVB-T2-Receiver oder Modul in HD[16]
  - ORF 1 HD (MUX D, in Wien, Niederösterreich und Nordburgenland MUX A)
  - ORF 2 HD (MUX D, in Wien, Niederösterreich und Nordburgenland MUX A) nur in einer Landesversion, die zweite ist ausschließlich über DVB-T zu sehen, ORF 2B HD für Steiermark und Südburgenland und ORF 2T HD für Osttirol wird in Mux A ausgestrahlt. In Wien, Niederösterreich und Nordburgenland werden alle drei Landsfassungen in HD auf MUX A verbreitet.
  - ServusTV Österreich HD (MUX D, in Wien, Niederösterreich und Nordburgenland MUX B)
  - ORF III HD (MUX B, in Wien, Niederösterreich und Nordburgenland MUX A)
  - ORF SPORT + HD (MUX B, in Wien, Niederösterreich und Nordburgenland MUX A)
  - ATV HD (MUX B)
  - 3sat HD (MUX B)
- Kostenlos nach Registrierung von SimpliTV-zertifiziertem DVB-T2-Receiver oder Modul in SD[16]
  - Puls 4 (MUX B) in SD; HD auf MUX F
  - RTL Austria (MUX B) in SD; HD auf MUX F
  - Puls 24 (MUX F)
- Kostenlos mit regulärem DVB-T2-Receiver in SD
  - ORF 1 (MUX A)
  - ORF 2 Wien (MUX A)
  - ATV2 (MUX B)
  - weitere regionale Sender
- Kostenpflichtiges Abo
  - in HD
    - Arte HD (MUX F)
    - Bayerischer Rundfunk Süd HD (MUX D)
    - Das Erste HD (MUX E)
    - ProSieben Austria HD (MUX F)
    - RTL HD Austria (MUX F, in Wien, Niederösterreich und Nordburgenland MUX B)
    - Sat.1 Österreich HD (MUX F)
    - VOX HD Austria (MUX F)
    - ZDF HD (MUX E)
    - Puls 4 HD (MUX F)
    - ZDFneo HD (MUX E)

  - in SD
    - CNN International (MUX F)
    - Deluxe Music (MUX F)
    - Disney Channel (MUX F)
    - DMAX Austria (MUX D)
    - Eurosport (MUX E)
    - Kabel eins Austria (MUX E)
    - KiKA (MUX E)
    - n-tv (MUX D)
    - Nickelodeon Austria (MUX D)
    - One (MUX D)
    - Phoenix (MUX D)
    - Playboy TV (MUX E) nur nach gesonderter Freischaltung
    - RTL II (MUX E)
    - RTL Nitro (MUX D)
    - Sat.1 Gold (MUX B, in Wien Niederösterreich und Nordburgenland MUX D)
    - Sport1 (MUX E)
    - Super RTL (MUX D)
    - sixx Austria (MUX E)

  - In manchen Regionen weitere Programme auf MUX C
    - BibelTV
    - Comedy Central Austria
    - kabel eins Doku Austria
    - krone.tv
    - oe24.TV
    - Okto
    - ProSieben Maxx Austria
    - SRF 1 (nur in Bregenz, Bodensee)
    - SRF zwei (nur in Bregenz, Bodensee)
    - TLC Austria
    - Welt
- Radioprogramme unverschlüsselt
  - Österreich 1 (MUX A)
  - Hitradio Ö3 (MUX A)
  - FM4 (MUX A)
  - Radio Maria Österreich (MUX F)
- Kostenlos über DVB-T2 regional
  - Die jeweiligen Regionalfernsehprogramme auf MUX C (Hinweis: Auf der Webseite dvb-t.at und ors.at sind nur jene beworben, wo die ORS der Senderbetreiber ist)
  - Lokalfenster ORF 2 Tirol in HD (Mux A in Kärnten und Osttirol)
  - Lokalfenster ORF 2 Burgenland in HD (Mux A in der Steiermark und Südburgenland)
  - in Grenznähe auch DVB-T2-Programme aus dem Ausland

Künftige Erweiterungen des Produktportfolios sind die Einführung von Hybriden Diensten (Hbb-TV), On-Demand-Angeboten, stärkere Berücksichtigung mobiler Endgeräte und eine weitere Programmausweitung durch die Umstellung von Mux A.

## Gesetzwidrige Weitergabe von Kundendaten
Im Mai 2018 wurde simpliTV vom Oberlandesgericht Wien verurteilt, weil sie Kunden zum Akzeptieren von Geschäftsbedingungen gezwungen hatte, die es simpliTV, dem ORF und der GIS erlaubten, Kundendaten für Werbezwecke weiterzugeben. Auch die Verwendung einer besonders teuren 0810-Nummer als Kundendienst-Hotline wurde als gesetzeswidrig beurteilt.